# استیون درف
استیون درف (به انگلیسی: Stephen Dorff)(زاده ۲۹ ژوئیه ۱۹۷۳) بازیگر آمریکایی است.
از فیلم‌های معروف او می‌توان به آماده نبرد، تیغه، آیسمن، هنری پیر و سرقت اشاره کرد.

## فیلم‌شناسی
| سال  | نام                         | نقش                |
| ---- | --------------------------- | ------------------ |
| ۱۹۹۲ | قدرت فرد                    | پیتر فیلیپ         |
| ۱۹۹۴ | اس.اف.دبلیو                 | فرمانده اسپاب      |
| ۱۹۹۵ | صد و یک شب                  | یک فرد هالیوودی    |
| ۱۹۹۵ | دروغ‌های بی‌ضرر               | جرمی گراوز         |
| ۱۹۹۵ | بی‌پروا                      | تام جونیور         |
| ۱۹۹۶ | من به اندی وارهول شلیک کردم | کندی               |
| ۱۹۹۶ | Space Truckers              | مایک               |
| ۱۹۹۷ | خون و شراب                  | جیسون              |
| ۱۹۹۷ | شهر صنعت                    | اسکیپ کویچ         |
| ۱۹۹۸ | تیغه (فیلم)                 | دیکن فراست         |
| ۱۹۹۹ | Entropy                     | جیک واش            |
| ۲۰۰۰ | Quantum Project             | پاول               |
| ۲۰۰۰ | سیسیل بی دیوانه             | سینکلر استیونز     |
| ۲۰۰۲ | شیطان وحشی                  | لیون               |
| ۲۰۰۲ | سرقت                        | اسلیم              |
| ۲۰۰۲ | نقطه ترس                    | کاراگاه مایک رایلی |
| ۲۰۰۳ | Den of Lions                | مایک وارگا         |
| ۲۰۰۳ | عمارت کلد کریک              | دیل ماسی           |
| ۲۰۰۵ | تنها در تاریکی              | ریچارد بارک        |
| ۲۰۰۵ | Tennis, Anyone... ?         | جکسون              |
| ۲۰۰۵ | Shadowboxer                 | کلی تون میفیلد     |
| ۲۰۰۶ | مرکز تجارت جهانی            | اسکات              |
| ۲۰۰۶ | ۴۵. (فیلم)                  | ریلی               |
| ۲۰۰۷ | Botched                     | ریچی اشتاین        |
| ۲۰۰۷ | گذر                         | لوک                |
| ۲۰۰۸ | Felon                       | وید پورتر          |
| ۲۰۰۹ | Black Water Transit         | نیکی               |
| ۲۰۰۹ | دشمنان ملت                  | هومر ون ماتر       |
| ۲۰۱۰ | یک جایی                     | جانی کارکو         |
| ۲۰۱۱ | باکی لارسون: ستاره مادرزاد  | دیک                |
| ۲۰۱۱ | Carjacked                   | روی                |
| ۲۰۱۱ | فناناپذیران                 | استاورز            |
| ۲۰۱۲ | مراسم پاساژ                 | پروفسر ناش         |
| ۲۰۱۲ | از آن متل                   | جری لی             |
| ۲۰۱۲ | نگاهی به درون ذهن           |                    |
| ۲۰۱۲ | ترمز                        | جرمی رینز          |
| ۲۰۱۲ | Zaytoun                     | یونی               |
| ۲۰۱۲ | فردا تو رفتی                | چارلی              |
| ۲۰۱۳ | مأمور زخمی                  | کاراگاه دیوید کال  |
| ۲۰۱۳ | آیسمن                       | جوزف کوکلینسکی     |
| ۲۰۱۴ | Heatstroke                  | پاول               |
| ۲۰۱۵ | قهرمان آمریکایی             | ملوین              |
| ۲۰۱۵ | بدهی                        | الیور              |
| ۲۰۱۶ | البیون افسون شده            | کنور               |
| ۲۰۱۷ | Leatherface                 | تکاور تگزاس        |
| ۲۰۱۷ | Sex Guaranteed              | هنک                |
| ۲۰۱۷ | Wheeler                     | ویلر               |
| ۲۰۱۷ | شغال‌ها                      | جیمی لوین          |
| ۲۰۱۸ | قایق زندگی                  | مشاور              |
| ۲۰۱۸ | نرو                         | بن سلاتر           |
| ۲۰۱۹ | موسیقی، جنگ و عشق           | ژنرال هابر         |